# General Atomics Avenger
Die MQ-20 Avenger von General Atomics ist eine Drohne, die aus der MQ-9 Reaper entwickelt worden ist. Allerdings wurde der Propellerantrieb durch ein Mantelstromtriebwerk ersetzt. Ursprünglich wurde die Avenger auch als „Predator C“ bezeichnet.

## Beschreibung
Nachdem General Atomics seit den 1990er-Jahren die Modelle der Predator-Serie auf den Markt gebracht hatte, stieg das Unternehmen mit dem Beginn des Krieges gegen den Terror gewissermaßen zum Marktführer im Bereich der propellerbetriebenen UAVs auf und konnte sich gegen die drei großen verbliebenen Rüstungskonzerne im Luftfahrtbereich (Boeing, Lockheed Martin und Northrop Grumman) behaupten. Diese reagierten mit der Entwicklung von strahlgetriebenen Drohnen mit höherer Leistungsfähigkeit. Um weiterhin konkurrenzfähig zu sein, begann man mit der Entwicklung der Avenger, die zunächst unter der Bezeichnung „Predator C“ geführt wurde, eine Weiterentwickelung der MQ-9 Reaper, die mit einem Mantelstromtriebwerk ausgerüstet wurde. Bereits beim Auswahlverfahren zur MQ-9 bot General Atomics der US-Luftwaffe die Reaper mit einem Mantelstromtriebwerk an. Diese entschied sich aber für eine propellerbetriebene Auslegung, um das Entwicklungsrisiko und die Kosten zu senken. Nachdem Northrop Grumman mit der Global Hawk kommerzielle Erfolge erzielte und sich in einem Auswahlverfahren der US-Navy mit der RQ-4N gegen die firmeneigenen Modelle MQ-1C und MQ-9N durchsetzen konnte, griff man auf die Pläne der Reaper mit einem Mantelstromtriebwerk zurück, allerdings ohne dabei einen staatlichen Entwicklungsauftrag zu besitzen.
Der unter großer Geheimhaltung entwickelte „Predator C“ absolvierte seinen Jungfernflug am 20. April 2009. Bei dem verwendeten Mantelstromtriebwerk handelt es sich um das Modell PW545B von Pratt & Whitney Canada, welches bereits beim Businessjet Cessna Citation XLS eingesetzt wird. Dieses ermöglicht eine Höchstgeschwindigkeit von rund 740 km/h bei einer Einsatzflughöhe von 18.000 m, wobei jedoch eine Veränderung der Flügelgeometrie notwendig wurde. Gegenüber der als Grundlage dienenden MQ-9 Reaper wurden die Tragflächen auf zunächst 20,12 m gestreckt und besitzen jetzt eine Pfeilung von 17 Grad. Neben der Möglichkeit, extern Waffen mitzuführen, ist nun im Mittelrumpf ein rund 3 m langer Schacht vorhanden, in welchem aber auch Aufklärungs- und Elektronikausrüstung eingesetzt werden kann. Der interne Waffenschacht dient zur Reduzierung des Radarquerschnitts, wozu auch der Wechsel auf ein Mantelstromtriebwerk beiträgt. In Kombination mit der erhöhten Geschwindigkeit eignet sich die Avenger grundsätzlich besser für Kampfeinsätze in Gebieten mit starker Luftverteidigung als die bisherigen Predator-Modelle. Um die Überlebensfähigkeit weiter zu verbessern, verfügt die Avenger optional auch über ein FLIR-System, was bei UAVs bisher eher unüblich ist. Der in Bau befindliche zweite Prototyp soll etwas größer und schwerer sein, wobei sich die Stückkosten auf ca. 12 bis 15 Millionen US-$ belaufen. Dieser verfügt im Bug auch über den für die F-35 entwickelten EOTS-Sensor.
Unter dem Namen Sea Avenger stellte General Atomics am 3. Mai 2010 ein trägergestütztes Modell vor, welches General Atomics im Rahmen des UCLASS-Programms ins Rennen schicken will. Dabei sollen die Tragflächen gefaltet werden können, um an Deck eines Trägers Platz zu sparen. Gleichzeitig werden die verwendeten Materialien an die maritime Umgebung angepasst. Die Sea Avenger ist ein Konkurrenzentwurf zu einem möglichen Serienmodell der X-47B Pegasus von Northrop Grumman.

## Entwicklungsstand
Am 12. Januar 2012 führte der zweite Prototyp (Tail 2), der einen um 1,20 m verlängerten Rumpf aufweist, seinen Erstflug durch. Der dritte Prototyp (Tail 3) folgte im Sommer 2013, während die vierte Maschine (Tail 4) Anfang 2014 zum ersten Mal fliegen sollte.

## Nutzer
Die indischen Streitkräfte befinden sich derzeit (Stand: Februar 2016) in Verhandlungen über die Beschaffung der Avenger, um auf mögliche terroristische Bedrohungen von außerhalb der Landesgrenzen reagieren zu können.

## Technische Daten
| Kenngröße             | Daten 2. Prototyp                                                                                            |
| --------------------- | --- |
| Länge                 | 13,41 m |
| Spannweite            | 20,11 m |
| Maximale Startmasse   | 8255 kg |
| Nutzlast              | 1588 kg (intern), 2948 kg (gesamt)                                                                           |
| Höchstgeschwindigkeit | 740 km/h |
| Dienstgipfelhöhe      | 15.240 m |
| Max. Flugdauer        | 18 Stunden                                                                                                   |
| Antrieb               | Ein Pratt & Whitney Canada PW545B-Mantelstromtriebwerk mit einem Schub von 17,7 bis 21,3 kN (je nach Quelle) |
| Waffenzuladung        | AGM-114 Hellfire, GBU-12/16/48/49 gelenkte Munition, GBU-31/32/38 JDAM, GBU-39 SDB                           |